# Bonturi
L'entreprise Bonturi est un ancien chantier naval, spécialisé dans la démolition de navires.
L'entreprise a procédé à la démolition de plusieurs navires de la Marine nationale française :
- sous-marin Daphné (Q108) (1936)
- sous-marin Lagrange (Q112) (1936)
- sous-marin Romazotti (Q114) (1937)
- croiseur léger Le Malin (1976)